# Drude-modell
A Drude-modell az elektronok transzport tulajdonságaival magyarázza az anyagok (főleg a fémek) elektromos vezetőképességét.
Paul Drude 1900-ban dolgozta ki a róla elnevezett Drude-modellt.
A modell, mely a kinetikus elmélet egy alkalmazása, feltételezi, hogy az elektronok mikroszkopikus viselkedése klasszikus módon történik a szilárd testekben, és úgy néz ki, mint egy flipper gépben a golyók viselkedése, ahol az elektronok állandóan ide-oda pattognak a nehezebb és relatíve kevésbé mozgékony pozitív ionok társaságában (lásd mellékelt ábra).

Drude-modell

Az ábrán a kék színnel jelzett elektronok ugrálnak a piros színű ionok között.
A Drude-modell két jelentős eredménye az elektronok mozgási egyenletei
{\displaystyle {\frac {d}{dt}}\mathbf {p} (t)=q\mathbf {E} -{\frac {\mathbf {p} (t)}{\tau }},}
valamint az áramsűrűség {\displaystyle J} és az elektromos tér {\displaystyle E} közötti lineáris összefüggés
{\displaystyle \mathbf {J} =\left({\frac {nq^{2}\tau }{m}}\right)\mathbf {E} .}
Itt a {\displaystyle t} az időt jelöli, a {\displaystyle p}, {\displaystyle q}, {\displaystyle n} , {\displaystyle m} és {\displaystyle \tau } az elektron impulzusát, töltését, számbeli sűrűségét, tömegét, valamint azt az átlagos időt, mely az ionokkal történő ütközések között eltelik.
Az utóbbi egyenlet különösen jelentős, mert megmutatja, hogy az Ohm törvénye, mely széles körben használatos összefüggés az elektromágneses jelenségeknél, igaznak kell lennie.
1905-ben Hendrik Antoon Lorentz a Drude-modellt kiterjesztette (és ezért gyakran Drude–Lorentz modellnek is ismerik).
1933-ban Arnold Sommerfeld és Hans Bethe kiegészítette a modellt a kvantumelmélet eredményeivel.

## Feltételezések
A Drude-modell úgy tekinti a fémeket, hogy azok pozitív töltésű ionok tömegéből állnak, melyektől elkülönülnek a “szabad elektronok”. Amikor a vezetési sáv kapcsolatba kerül más atomok potenciájával, ezek az elektronok leválnak.
Mindamellett az ilyen szabad elektronok eredeténél a Drude-modell nem veszi figyelembe az elektronok és az ionok hosszútávú kölcsönhatását és azt feltételezi, hogy az elektronok nem hatnak egymásra. Az egyetlen lehetséges kölcsönhatás a pillanatnyi ütközés a szabad elektron és egy ion között, mely egy adott valószínűséggel következik be egy időegység alatt.
A Drude-modell egy tisztán klasszikus modell, az elektronokat és az ionokat szilárd gömbként kezeli.

## Magyarázatok

### DC tér
A Drude-modell feltételezi, hogy az elektromos tér (E) egységes és konstans, és így az elektronok termikus sebessége elegendő nagy ahhoz, hogy elenyésző kis mennyiségű {\displaystyle d\mathbf {p} } nyomatékot tároljanak az ütközések között, melyek átlagosan minden {\displaystyle \tau } másodpercben fordulnak elő.
Így az ütközéstől {\displaystyle \tau } ideig mozgó elektronok t időben elszigetelődnek és nyomatékot akkumulálnak.
{\displaystyle d\langle \mathbf {p} \rangle =q\mathbf {E} \tau .}
Az utolsó ütközés alatt, ez az elektron előre és hátra pattog és minden előző esemény figyelmen kívül hagyható, mely a következő kifejezést eredményezi
{\displaystyle \langle \mathbf {p} \rangle =q\mathbf {E} \tau .}
Behelyettesítve az összefüggéseket
{\displaystyle \langle \mathbf {p} \rangle =m\langle \mathbf {v} \rangle ,}
{\displaystyle \mathbf {J} =nq\langle \mathbf {v} \rangle ,}
a fent említett Ohm törvényét eredményezi:
{\displaystyle \mathbf {J} =\left({\frac {nq^{2}\tau }{m}}\right)\mathbf {E} .}

### Az idő-függő analízis
A dinamikus viszonyok az ellenható erő bevezetésével írhatók le
{\displaystyle t=t_{0}+dt} időben az elektron átlagos impulzusa
{\displaystyle \langle \mathbf {p} (t_{0}+dt)\rangle =\left(1-{\frac {dt}{\tau }}\right)\langle \mathbf {p} (t_{0})\rangle +q\mathbf {E} dt,}
mert átlagosan, {\displaystyle (1-dt/\tau )} elektron nem tapasztal még egy ütközést.
Az eredmény differenciálegyenlettel:
{\displaystyle {\frac {d}{dt}}\langle \mathbf {p} (t)\rangle =q\mathbf {E} -{\frac {\langle \mathbf {p} (t)\rangle }{\tau }},}
ahol {\displaystyle \langle \mathbf {p} \rangle } az átlagos impulzust jelenti, m az effektív tömeg, q az elektron töltése.
Ennek az inhomogén differenciálegyenletnek a megoldása lehet p(t)-re:
{\displaystyle \langle \mathbf {p} (t)\rangle =q\tau \mathbf {E} +\mathbf {C} e^{-t/\tau }}
Az állandó állapotú megoldás ({\displaystyle {\frac {d}{dt}}\langle \mathbf {p} \rangle =0}):
{\displaystyle \langle \mathbf {p} \rangle =q\tau \mathbf {E} ,}
Mint látható a fentiekben, az átlagos impulzus az átlagos sebességgel függ össze és viszont az áramsűrűséggel,
{\displaystyle \langle \mathbf {p} \rangle =m\langle \mathbf {v} \rangle ,}
{\displaystyle \mathbf {J} =nq\langle \mathbf {v} \rangle ,}
és látható, hogy ez kielégíti Ohm törvényét a {\displaystyle \,\sigma _{0}} DC vezetőképességgel
{\displaystyle \mathbf {J} =\left({\frac {nq^{2}\tau }{m}}\right)\mathbf {E} .}

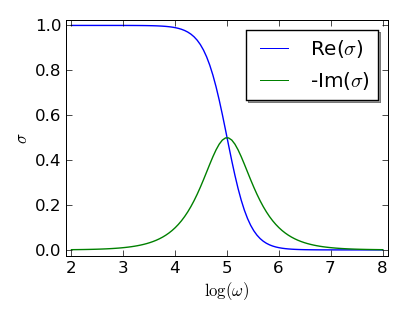
Komplex vezetőképesség

A komplex vezetőképesség különböző frekvenciákon feltételezi a {\displaystyle \tau =10^{-5}} és {\displaystyle \sigma _{0}=1}
A Drude-modell megjósolja az áramot is, mint választ az idő-függő elektromos tér esetén {\displaystyle \,\omega } frekvencián
{\displaystyle \sigma (\omega )={\frac {\sigma _{0}}{1+i\omega \tau }}.}
Itt a feltételezés:
{\displaystyle E(t)=\Re (E_{0}e^{i\omega t});}
{\displaystyle J(t)=\Re (\sigma (\omega )E_{0}e^{i\omega t}).}
Más konvenciók esetén {\displaystyle \,i}-t helyettesíthetjük {\displaystyle \,-i}-vel, minden egyenletben.
A képzetes rész mutatja, hogy az áram elmarad az elektromos tértől, mert az elektronnak időre van szüksége a gyorsuláshoz az elektromos tér változásának hatására.
Itt a Drude-modellt elektronra alkalmazták; lehet elektronra és lyukakra is alkalmazni, azaz a félvezetőkben lévő pozitív töltéshordozókra.

## A modell pontossága
Az egyszerű Drude-modell igen jó magyarázatot ad a fémek DC és AC vezetőképességére, a Hall-effektusra és az elektronra visszavezethető hővezetésre szobahőmérsékleten.
A modell megmagyarázza a Wiedemann–Franz törvényt (1853) is.
Mindazonáltal jelentősen túlbecsüli a fémek hőkapacitását.
A valóságban a fémek és szigetelőknek közel azonos hőkapacitása van szobahőmérsékleten.
A modell alkalmazható pozitív töltéshordozókra (lyukak), ahogy az a Hall-effektusnál látható, de nem jósolta meg létezésüket.
Egy jelentéktelen hiba is található a modellben: az elektromos vezetőképességet felére becsülte, mint ahogy az a klasszikus értelemben létezik.